# مجتمع التقنية الحرة والمفتوحة

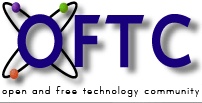

مجتمع التقنية الحرة والمفتوحة (بالإنجليزية: Open and Free Technology Community)‏ و يرمز له اختصار OFTC; هي شبكة آي آر سي تستضيف القنوات ذات الطبيعة التي تهتم بالبرمجيات الحرة.

## التاريخ
تأسست هذه الشبكة في نهاية عام 2001, و قام بتأسيسها أشخاص أغلبهم كانوا يعملون سابقا في شبكة فرينود, يتحكم في الموقع دستور مكتوب وإداريوا الشبكة ينتخبون دوريا بالتصويت.
في يوليو 2002 أصبحت شبكة مجتمع التقنية الحرة والمفتوحة جزءا من مؤسسة SPI و التي أصبحت تدير الخوادم وأسماء النطاقات الخاصة بالمشروع.

## وصلات خارجية
- الموقع الرسمي لمجتمع التقنية الحرة والمفتوحة.